# Цона Д1 (Потенца)
Цона Д1 (итал. Zona D1) је насеље у Италији у округу Потенца, региону Базиликата.
Према процени из 2011. у насељу је живело 18 становника. Насеље се налази на надморској висини од 517 м.